# Dans la nuit (film, 2008)
Pour les articles homonymes, voir Dans la nuit.
Pour plus de détails, voir Fiche technique et Distribution.
Dans la nuit (Restless) est un film israélien réalisé par Amos Kollek, sorti en 2008.

## Synopsis
Tzach, un jeune israélien, part à la recherche de son père, Moshe, un poète parti pour New York.

## Fiche technique
- Titre : Restless
- Réalisation : Amos Kollek
- Scénario : Amos Kollek
- Musique : Delphine Measroch
- Photographie : Virginie Saint-Martin
- Montage : Isaac Sehayek
- Production : Talia Kleinhendler et Michael Tapuah
- Société de production : Pie Films, Twenty Twenty Vision Filmproduktion, Hamon Hafakot, Amérique Film, Paradise Films, Liaison Cinématographique et Entre Chien et Loup
- Pays :  Israël,  Allemagne,  France,  Canada et  Belgique
- Genre : drame
- Durée : 100 minutes
- Dates de sortie : 
  -  Israël : 29 mai 2008

## Distribution
- Moshe Ivgy : Moshe
- Ran Danker : Tzach
- Karen Young : Yolanda
- Phyllis Somerville : Sheila
- Michael Moshonov : Michael
- Tzahi Grad : Shimon
- Arnon Zadok : Mossayof
- Ethan Gould : Spencer
- Albert Iluz : Pini
- Miri Mesika : Neta
- Udi Rothchild : Baruch
- Yousef Sweid : Arik
- Nadia Gilot : Jesse
- Adrian Blaze : Brownski
- Yuval Daniel : Wolf
- David Gozlan : Boaz

## Distinctions
Le film a été présenté en sélection officielle en compétition lors de Berlinale 2008.